# María Teresa Lara

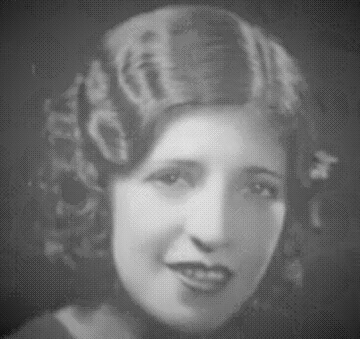
María Teresa Lara (um 1930)

María Teresa Lara Aguirre del Pino (* 1904 in Tlatlauquitepec; † 23. Mai 1984 in Mexiko-Stadt) war eine mexikanische Liedtexterin und Komponistin.

## Leben
María Teresa Lara war die Tochter von Joaquín M. Lara und seiner Frau María Aguirre del Pino. Ihr älterer Bruder war der Komponist und Sänger Agustín Lara. Mit ihrem Bruder arbeitete sie oft gemeinsam an verschiedenen Liedkompositionen; das Copyright einiger Lieder wurde allein unter ihrem Namen eingetragen, wie zum Beispiel bei Piensa en mí. Sie war kinderlos verheiratet mit Nicanor Guzmán Guerrero (1909–1992).